# Leptopholcus hispaniola
Leptopholcus hispaniola is een spinnensoort uit de familie trilspinnen (Pholcidae). De soort komt voor op Hispaniola. 